# Glavna redakcija Ukrajinske sovjetske enciklopedije
Glavna redakcija Ukrajinske sovjetske enciklopedije (ruski: Главная редакция Украинской Советской Энциклопедии, ukrajinski: Головна редакція Української радянської енциклопедії) je bila izdavačka kuća čije je sjedište bilo u Kijevu.

## Povijest osnivanja
Glavna redakcija Ukrajinske sovjetske enciklopedije je prvi put osnovana 1927. te je postojala do 1934. kada je ukinuta. Dekretom Sovjeta ministra Ukrajinske SSR iz 1944. godine dolazi do ponovnog osnivanja Glavne redakcije Ukrajinske sovjetske enciklopedije.
Godine 1949. pitanje o nužnosti objavljivanja ukrajinske opće enciklopedije su postavili M. Bažan, O. Bogomolec', M. Ryl’s’kyj, P. Tyčyna. Nakon objavljivanja prvog sveska Enciklopedije ukrajinistike (ruski: Энциклопедия украиноведения, ukrajinski: Енциклопедія українознавства) 1956. godine pod uredništvom V. Kubijovič, Komunistička je partija napokon 17. prosinca 1957. dala dobro za stvaranje (a zapravo obnovu) vlastite enciklopedijske izdavačke kuće – Ukrajinska sovjetska enciklopedija. 

## Rukovodstvo
Rukovoditelj Glavne redakcije Ukrajinske sovjetske enciklopedije ujedno i Glavni urednik Ukrajinske sovjetske enciklopedije je od 1957. do 1983. bio akademik Mykola Bažan. Nakon njegove smrti na njegovom položaju nasljeđuje ga Anatolyj Kudryckyj koji je na tom položaju ostao do 1986. godine. Njega nasljeđuje akademik Fjodor Babičev koji će držati taj položaj do 1989. godine. 

## Djelovanje
U razdoblju od 1957. do 1974. Glavna redakcija Ukrajinske sovjetske enciklopedije je bila u sastavu Nacionalne akademije znanosti Ukrajine, a od 1974. godine u sastavu državnog odbora Ukrajinske SSR. 
U sastavu Glavne redakcije Ukrajinske sovjetske enciklopedije djelovalo je Glavno uredništvo spomenika povijesti i kulture Ukrajinske SSR (ruski: Главная редакция Свода памятников истории и культуры УССР, ukrajinski: Головна редакція Зводу пам'яток історії та культури УРСР) i Glavna redakcija knjiga sjećanja Ukrajine (ruski: Главная редакция Книги памяти Украины, ukrajinski: Головна редакція Книги пам'яті України) (danas pretraživačko-izdavačka agencija Knjiga sjećanja Ukrajine (ruski: Книга Памяти Украины, ukrajinski: Книга Пам'яті України)).
- Ukrajinska sovjetska enciklopedija (Українська радянська енциклопедія, 1927. – 1934. (nikad dovršeno); 1959. – 1965. (1. izdanje); 1978. – 1985. (2. izdanje))
- Ukrajinski sovjetski enciklopedijski rječnik (Український радянський енциклопедичний словник, 1964. – 1967.; 1986. – 1987. (2. izdanje na ukrajinskome); 1998. – 1989. (2. izdanje na ruskome))
- Sovjetska enciklopedija povijesti Ukrajine (Радянська енциклопедія історії України, 1969. – 1972.)
- Enciklopedija narodnoga gospodarstva Ukrajinske SSR (Енциклопедія народного господарства УРСР, 1969. – 1972.)
- Ukrajinska seljačko gospodarska enciklopedija (Українська сільськогосподарська енциклопедія, 1970. – 1972.)
- Enciklopedija kibernetike (Енциклопедія кібернетики, 1973. (ukrajinsko izdanje, 1. enciklopedija kibernetike na svijetu); 1974. (rusko izdanje))
- Politički rječnik (Політичний словник, 1971.)
- Ekonomski rječnik (Економічний словник, 1973.)
- Filozofski rječnik (Філософський словник, 1973.)
- Rječnik umjetnika Ukrajine (Словник художників України, 1973.)
- Jurisdikcijski rječnik (Юридичний словник, 1974.)
- Biološki rječnik (Біологічний словник , 1974.)
- Ševčenkivski rječnik (Шевченківський словник, 1976. – 1977. (prva enciklopedija o jednoj pojedinačnoj osobi)
- Rječnik kibernetike (Словарь по кибернетике, 1979.)
- Povijest ukrajinske umjetnosti (Історія українського мистецтва, 1966. – 1973.)
- Povijest akademije znanosti Ukrajinske SSR (Історія АН УРСР , 1967.)
- Povijest akademije znanosti Ukrajinske SSR (История Академии наук Украинской ССР  1979.)
- Povijest gradova i sela Ukrajinske SSR (Історія міст і сіл УРСР, 1967. – 1974.)
- Rječnik stranih riječi (1974. (1. izdanje); 1985. (2. izdanje))
- Povijesno-arhitektonska referenca „U sjećanje naroda“ (історико-архітектурний довідник «У пам'яті народній» 1975. (ukrajinsko izdanje); 1985. (rusko izdanje); 1975. (ukrajinsko izdanje); 1985. (rusko izdanje))
- Enciklopedijska referenca „Kijev“ (енциклопедичний довідник «Київ», 1981. (1. izdanje na ukrajinskome); 1982. (1. izdanje na ruskome); 1985. (2. izdanje na ukrajinskome); 1986. (2. izdanje na ruskome))
- Kijev: Povijesni pregled u kartama, ilustracijama i dokumentima (Київ: історичний огляд у картах, ілюстраціях, документах, 1982.)
- Enciklopedijska referenca „Ljekovite biljke“ (енциклопедичний довідник «Лікарські рослини», 1988.)

Objavljeni su mnogi priručnici i rječnici.